# Glutatión deshidrogenasa (ascorbato)
La glutatión deshidrogenasa (ascorbato) (EC 1.8.5.1), es una enzima que cataliza la siguiente reacción química:
Por lo tanto, los dos sustratos de esta enzima son glutatión y deshidroascorbato, mientras que sus tres productos son glutatión disulfuro y ascorbato.

## Clasificación
Esta enzima pertenece a la familia de las oxidorreductasas, específicamente a aquellas oxidorreductasas que actúan sobre un grupo azufrado como dador de electrones utilizando una quinona o un compuesto similar como aceptor.

## Nomenclatura
El nombre sistemático para esta clase de enzimas es glutatión:deshidroascorbato oxidorreductasa. Otros nombres de uso común pueden ser deshidroascórbico reductasa, ácido deshidroascórbico reductasa, glutatión deshidroascorbato reductasa, DHA reductasa, deshidroascorbato reductasa, GDOR; y glutatión:ácido deshidroascórbico oxidorreductasa.

## Papel biológico
Esta enzima participa en tres vías metabólicas; el metabolismo del ascorbato y aldarato, el metabolismo del glutamato y el metabolismo del glutatión.

## Estudios estructurales
Hasta el año 2007, se habían resuelto dos estructuras para esta clase de enzimas con los códigos de acceso a PDB siguientes: 2HZE y 2HZF.